# Lluís Planagumà Ramos
Lluís Planagumà Ramos (Barcelona, 25 d'octubre de 1980) és un entrenador de futbol català, actualment entrenador del club danès FC Helsingør.

## Carrera
Planagumà va començar la seva carrera com a entrenador al futbol base del RCD Espanyol. Després d'onze anys, va deixar el club per fixtar pel CE Pubilla Casas.
El desembre de 2011, Planagumà fou nomenat entrenador de la UDA Gramenet de Tercera Divisió, després que hagués començat la temporada a la UDA Gramenet B. Després de només dos partits deixà el club, per anar al Vila-real CF C de la mateixa categoria.
El juliol de 2012, Planagumà fou confirmat com a entrenador del Vila-real CF B a Segona Divisió B. El 3 de juny de 2014 va tornar a l'Espanyol, per entrenar l'equip B també a Segona B.
El 29 de juny de 2016, després de refusar una oferta de renovació de l'Espanyol, Planagumà es va fer càrrec del Granada CF B. El 28 de setembre, després que Paco Jémez dimitís, fou nomenat entrenador interí del primer equip a La Liga.
Planagumà va dirigir el seu primer partit com a professional l'1 d'octubre de 2016, una derrota per 0–1 a casa contra el CD Leganés, acabat d'ascendir. Fou posteriorment substituït per Lucas Alcaraz, i va retornar a l'equip B.
El 23 de juny de 2017, Planagumà fou nomenat entrenador de l'UCAM Murcia CF, acabat de descendir de Segona Divisió. Fou cessat el 13 novembre, després de 15 partits.
Planagumà fou nomenat entrenador de l'Hèrcules CF l'11 de juny de 2018. En la seva primera temporada, va dur l'equip a la final dels play-off d'ascens, on perderen per 4–1 en el resultat acumulat contra la SD Ponferradina; fou cessat el 16 de setembre de 2019 després d'aconseguir només un punt en els primers quatre partits de la nova temporada.
El 9 de gener de 2020 Planagumà va marxar a l'estranger per primer cop, en signar contracte amb el club FC Imabari de la J3 League japonesa, sota la presidència de l'exentrenador de la selecció japonesa Takeshi Okada.
El 5 de setembre de 2023, Planagumà va ser nomenat entrenador del club Emirates de la UAE Pro League. El 21 de desembre de 2023, Planagumà va ser destituït després de perdre set partits seguits amb l'equip.
El setembre de 2024, va esdevenir entrenador del club canari de Segona Federació CD Atlético Paso.
L'11 d'abril de 2025 va ser nomenat nou entrenador del FC Helsingør, equip de la segona divisió danesa.